# La llamada de África
La llamada de África es una película española de género bélico estrenada en 1952, escrita y dirigida por César Fernández Ardavín quien, por su labor en la dirección, fue galardonado con el Premio "Jimeno" otorgado por el Círculo de Escritores Cinematográficos.

## Sinopsis
Ambientada en el Protectorado español de Marruecos en 1940, agentes alemanes que operan desde la Mauritania controlada por la Francia de Vichy intentan sabotear un estratégico aeropuerto español. Los españoles y sus aliados nativos marroquíes pueden evitarlo. El protagonista es un oficial del ejército colonial español que mantiene una relación sentimental con una princesa bereber.
La película fue rodada en unos años en los que el régimen franquista pretendía mantener estrechas relaciones con los Países árabes y Oriente Medio, promoviendo un concepto de hermandad de sangre entre españoles y marroquíes.

## Reparto
- Ángel Picazo como Teniente Ángel Ochoa
- Gérard Tichy como Capitán Andrade
- Tomás Blanco como Alfajeme
- Mayrata O'Wisiedo como Jalima
- Irma Torres como Marga
- Mario Berriatúa como Andrés
- Gustavo Re como Antonio
- José Jaspe como Majayu
- Emilio Ruiz de Córdoba como Comandante
- José Manuel Martín como Sargento
- Santiago Rivero como Teniente

## Premios
8.ª edición de las Medallas del Círculo de Escritores Cinematográficos
| Categoría     | Candidato               | Resultado |
| ------------- | ----------------------- | --------- |
| Premio Jimeno | César Fernández Ardavín | Ganador   |